# LCD Soundsystem
LCD Soundsystem je američki glazbeni projekt producenta James Murphy, koosnivača dance-punk etikete DFA Records. Glazba sastava LCD Soundsystem je miješavina dance glazbe i punka, zajedno s elementima disca i ostalih stilova.

## Članovi glazbenog sastava
- James Murphy - vokal, instrumenti

Kada Murphy nastupa uživo prate ga sljedeći članovi sastava:
- Al Doyle - gitara, udaraljke
- Phil Skarich - bas-gitara
- Nancy Whang - klavijature
- Pat Mahoney - bubnjevi

Bivši članovi:
- Tyler Pope - bas-gitara (iz sastava !!! i Out Hud)
- Phil Mossman - gitara, udaraljke

## Diskografija

### Studijski albumi
- LCD Soundsystem (24. siječnja, 2005.) DFA #20 (UK)
- Sound of Silver (12. ožujka, 2007.) (UK) 20. ožujka, 2007. (USA) DFA #2  (CMJ Radio 200) #28  (UK)#46  (USA)

### Digitalna izdanja
- Intronsremix album 13. ožujka, 2006. DFA
- 45:33 Nike+ Original Run 17. listopada, 2006. DFA / Nike
- A Bunch of Stuff EP 18. rujna, 2007. DFA

### Singlovi
- "Losing My Edge" - (8. srpnja, 2002.) #115 UK
- "Give It Up" - (28. srpnja, 2003.)
- "Yeah" - (12. siječnja, 2004.) #77 UK
- "Movement" - (8. studenoga, 2004.) #52 UK
- "Daft Punk Is Playing at My House" - (28. veljača, 2005.) #29 UK
- "Disco Infiltrator" / Slowdive (Siouxsie and the Banshees obrada) - (6. lipnja, 2005.) #49 UK
- "Tribulations" - (26. rujna, 2005.) #59 UK
- "North American Scum" - (26. veljače, 2007.) #40 UK
- "All My Friends" - (28. svibnja, 2007.) #41 UK
- "No Love Lost" (Joy Division obrada) / "Poupee de cire" (Serge Gainsbourg obrada) - (17. rujna, 2007.)  Split 7" s Arcade Fire
- "Someone Great" - (22. listopada, 2007.)
- "Confuse the Marketplace" - (11. prosinca, 2007.) EP

### Kompilacije
- DFA Compilation, Vol. 1 (2003. · DFA)
- DFA Compilation, Vol. 2 (2004. · DFA)
- Music from the OC: Mix 5 (2005. · Warner Bros./Wea)
- DFA Holiday Mix 2005 (2005. · DFA)

## Vanjske poveznice
- Služnene stranice glazbenog sastava (engl.)
- DFA records  Arhivirana inačica izvorne stranice od 8. siječnja 2010. (Wayback Machine) (engl.)